# 페트 드 라 뮈지크

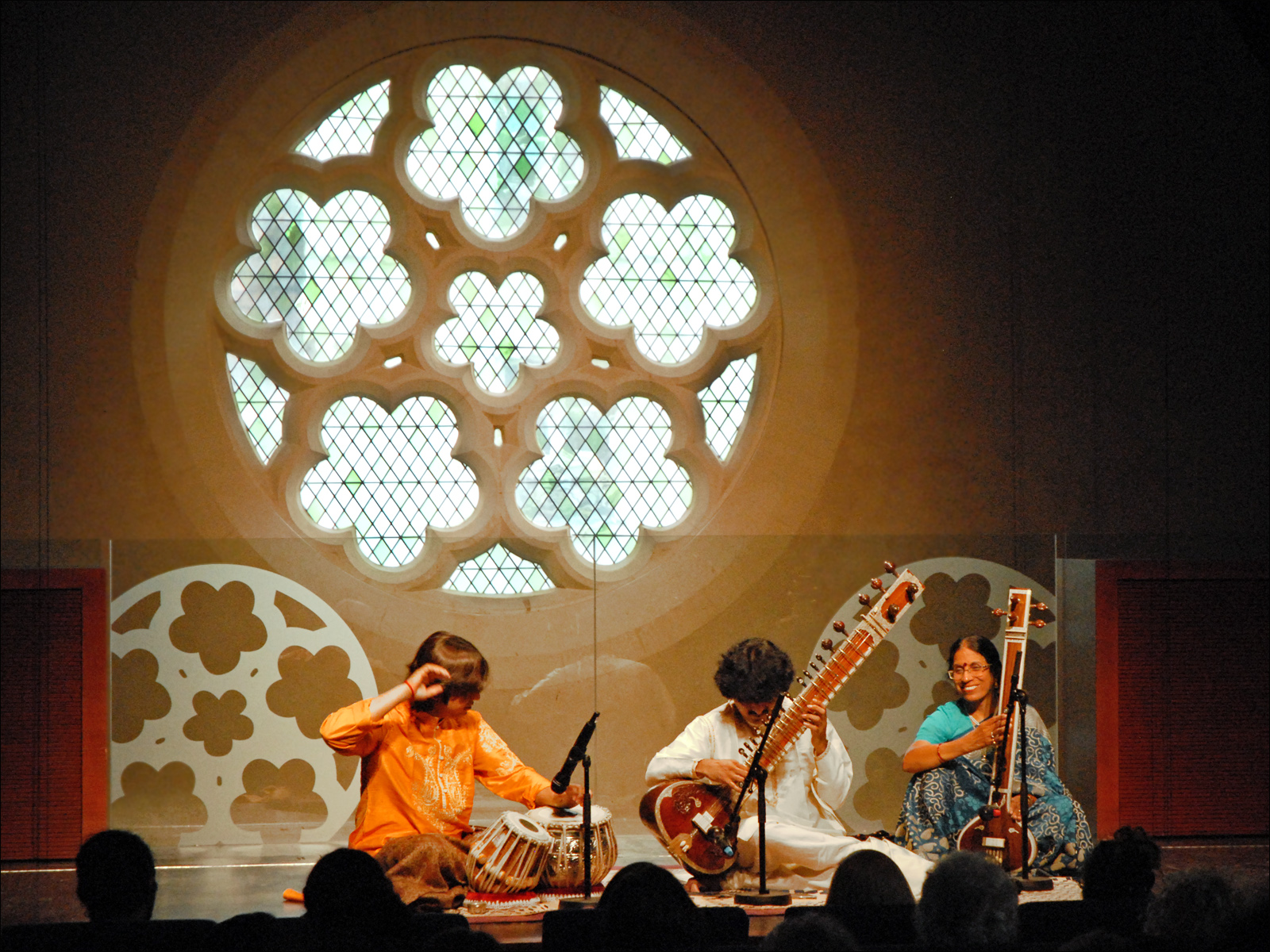

페트 드 라 뮈지크(프랑스어: Fête de la musique→음악 축제)는 프랑스에서 매년 6월 21일에 열리는 음악 축제이다. 1982년 문화부 장관 자크 랑에 의해 처음 시작된 것이다.
현재는 프랑스 뿐만 아니라 인도, 독일, 이탈리아, 그리스, 러시아, 오스트레일리아, 페루, 브라질, 에콰도르, 멕시코, 캐나다, 미국, 일본 등 120여개국에서 행해지고 있다.

## 같이 보기
- 월드 뮤직